# 한나 디야브
안툰 유수프 한나 디야브(Antun Yusuf Hanna Diyab), 줄여서 한나 디야브(Hanna Diyab)는 시리아의 마론파 기독교인 이야기꾼이었다. 알라딘과 마법의 램프 이야기와 알리바바와 40인의 도적 이야기를 구술했다.
이 두 이야기는 천일야화의 아랍어 원전에 없고 앙투안 갈랑의 판본에 처음 들어간 이야기지만 너무 재미있어서 이후의 판본에 계속 포함되었다.